# Cam Calder
Campbell «Cam» Gordon Calder (nascut el 1952) és un polític neozelandès i diputat de la Cambra de Representants de Nova Zelanda des del juny de 2009. És membre del Partit Nacional.

## Inicis
Calder va anar a les universitats d'Otago i de Cambridge per a estudiar comerç i medicina. Al graduar va treballar com a dentista inicialment i després com a doctor.
És un aficionat de la petanca i ha estat el director en cap de l'associació neozelandesa d'aquest esport. Va representar al seu país a la Copa del Món de Petanca de 1995 a Brussel·les.

## Diputat
| Parlament de Nova Zelanda |      |                |        |          |
| Anys                      | Leg. | Circumscripció | Llista | Partit   |
| 2009-2011                 | 49   | Llista         | 58     | Nacional |
| 2011-actualitat           | 50   | Llista         | 50     | Nacional |

En les eleccions de 2008 Calder fou elegit com al candidat del Partit Nacional en la circumscripció electoral de Manurewa. Però, Calder va perdre contra George Hawkins del Partit Laborista; Calder va rebre el 27,10% del vot contra el 53,96% de Hawkins. La posició en la llista electoral de Calder (58) no li permeté esdevenir diputat.
Al dimitir Richard Worth el 12 de juny de 2009 de la Cambra de Representants de Nova Zelanda, Calder es trobava el següent en la llista electoral del Partit Nacional. Conseqüentment fou nomenat com al nou diputat de llista del partit i a partir del 16 de juny va ser diputat.
En les eleccions de 2011 va ser el candidat del partit a Manurewa de nou. En aquesta ocasió hi va perdre de nou, quedant segon per darrere de Louisa Wall amb el 26,86% i 63,27% del vot respectivament. Com que Calder es trobava en la posició 50 del Partit Nacional i que el partit hagués guanyat 59 escons en les eleccions, Calder va esdevenir diputat de llista de nou.

## Vida personal
Calder està casat i té dues filles. Li agrada la música, la navegació, el surf, la caça, la pesca i la petanca.